# Topsy
Topsy (c. 1875-Luna Park, 4 de enero de 1903) fue un paquidermo indio y elefanta de circo en los Estados Unidos, que murió electrocutada, después de que se decidiera sacrificarla por haber acabado con la vida de tres personas.

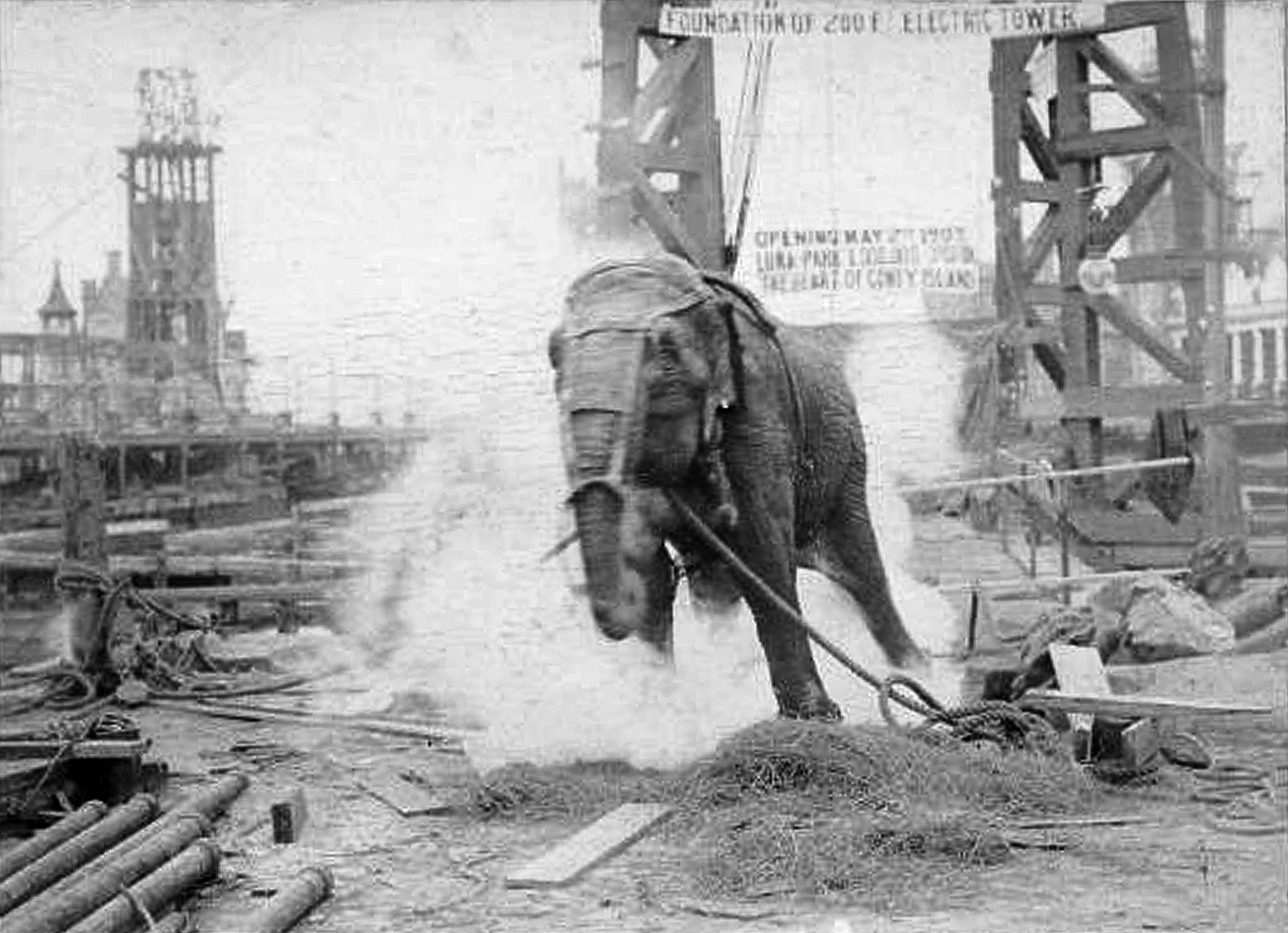
Elefanta de circo Topsy.

Habitualmente se había afirmado que la muerte de Topsy fue una demostración anti corriente alterna, organizada por Thomas Alva Edison durante la Guerra de las corrientes, pero los historiadores señalan que Edison nunca estuvo en el Luna Park y que la electrocución de Topsy tuvo lugar diez años después de que finalizase el enfrentamiento entre las empresas partidarias de la corriente continua y de la corriente alterna.

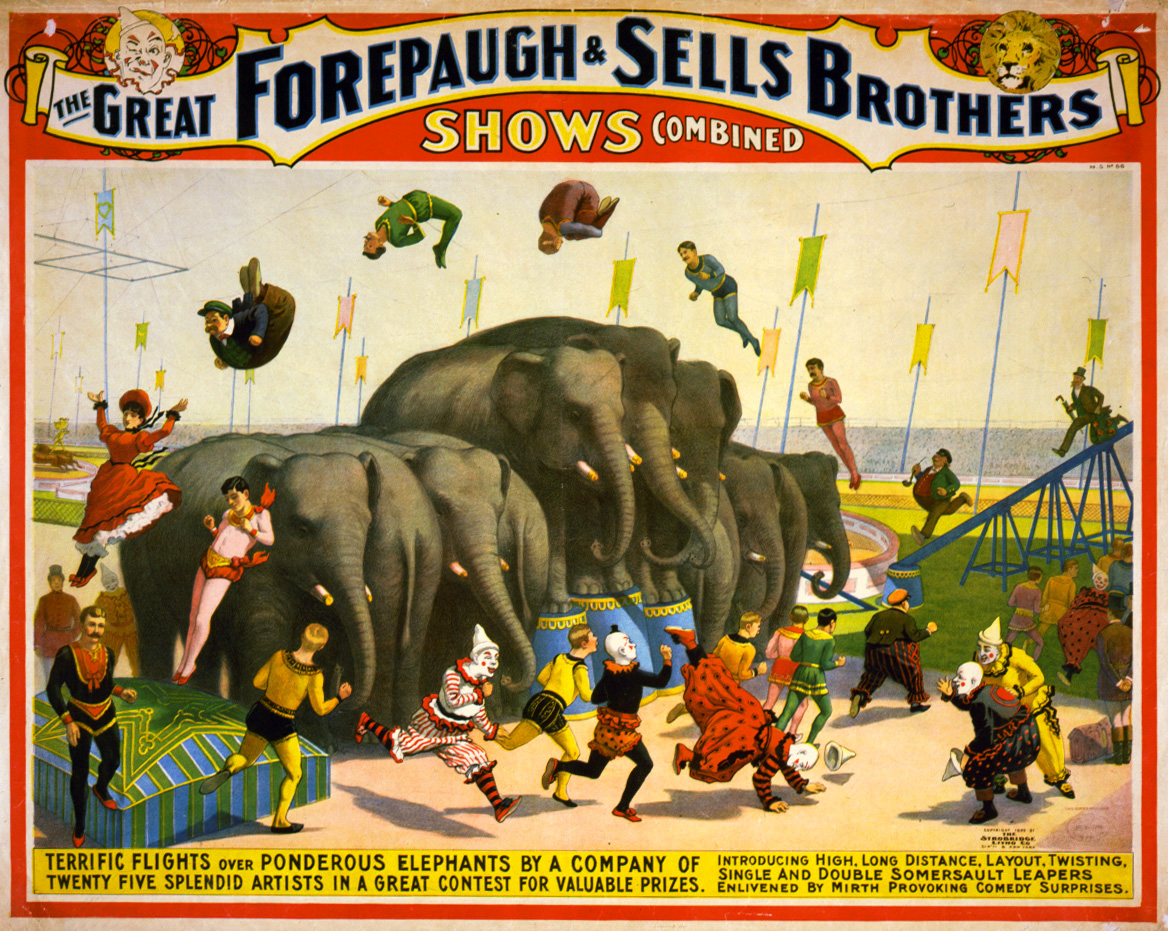
Cartel de Forepaugh Circus.

## Vida
Topsy fue sacada de contrabando del sureste de Asia cuando era una bebé y llevada a Estados Unidos para actuar en el Forepaugh Circus de Coney Island. Era una elefanta domesticada y entrenada para el espectáculo circense. Era anunciada como la "primera elefanta nacida en Estados Unidos", ganó fama y se convirtió en una estrella.
Topsy mató a tres hombres, incluido a su domador James Fielding Blount, cuando borracho intentó darle de beber whisky y le quemó la trompa con un puro encendido. Fue vendida al parque de atracciones de Coney Island y luego al Luna Park, junto a su entrenador Whitey Ault. Debido a un incidente con Ault, en el que Topsy le persiguió por las calles de la ciudad, fue despedido y Topsy se quedó sin nadie que la cuidara. Debido a su agresividad, no la aceptaron en ningún zoológico ni en otro circo.
Sus propietarios la consideraron un peligro, por lo que decidieron sacrificarla. En principio decidieron ahorcarla, pero la American Society for the Prevention of Cruelty to Animals protestó y se consideraron otras alternativas. Edison, que había estado en medio de una disputa con Nikola Tesla acerca de los peligros de la corriente alterna y las ventajas de la corriente continua, trató de que fuese electrocutada con corriente alterna.

## Muerte
Antes de electrocutar a Topsy, se le dio de comer zanahorias rellenas con 460 gramos de cianuro de potasio. A continuación se le colocó encima de un soporte metálico en su cadalso y se le pusieron unas sandalias metálicas con algunos componentes de madera conocidas como death sandals (sandalias de la muerte). Rodeada por decenas de electrodos, la corriente alterna que se le aplicó y que procedía de una fuente de 6 600 voltios le causó la muerte en menos de un minuto. El suceso fue presenciado por 1500 personas y un centenar de periodistas acreditados.
Cuando Luna Park se incendió en el año 1944 los medios y la cultura popular se refirieron al incidente como la Topsy’s Revenge (la Venganza de Topsy).
El 20 de julio de 2003 se inauguró un monumento en honor a Topsy en el Coney Island Museum, como acto de recordatorio de su muerte.

## Relación con Thomas Edison
Uno de los motivos por los cuales se tiende a vincular a Edison con la muerte del elefante es la filmación de la ejecución Electrocuting an elephant (Electrocutando a un elefante), que era parte de una serie de grabaciones realizadas por el mismo. Este corto fue filmado y dirigido por Edison, y se reprodujo en cines de todo el país después de que tuviesen lugar los hechos.
La relación de Edison con la muerte de la elefanta no se ha podido considerar estrictamente directa. Es decir, no se ha podido comprobar que Edison fuera el culpable. Los responsables de brindar asistencia técnica y eléctrica en la ejecución fueron la compañía Edison Electric Illuminating CO. de Brooklyn, la empresa solo se puede relacionar con el inventor a través de la utilización de las patentes. Tampoco hay pruebas fiables de que el verdadero autor de la película fuera Edison.

## Teorías sobre la responsabilidad de la muerte de Topsy
Varios profesionales del ámbito, cómo por ejemplo Michael Daly, consideran que la muerte de Topsy no recae en la figura de Edison, sino en dos de los conflictos más relevantes de la época. 
En primer lugar, se cree que recae en la Guerra de las corrientes, aunque esta se está desmintiendo como causa, puesto que esta finalizó durante la década de los setenta. Esta fue la batalla comercial entre Edison y George Westinghouse, el sistema del cual se basaba en los descubrimientos y patentes de Tesla. En la Guerra de las corrientes Edison intentó demostrar que la corriente que él generaba era más segura que la de Westinghouse (corriente alterna). Para intentar dar apoyo y demostrar esto, un defensor de Edison mató a distintos tipos de animales electrocutándolos. Aun así, el argumento que proponía Edison nunca le llevó a ganar esta guerra y tampoco fue el motivó por el cual se ejecutó a Topsy. 
En segundo lugar, la otra causa estudiada, y la más probable, fue un conflicto de intereses por parte de los propietarios de los circos más influentes del momento P. T. Barnum y Adam Forepaugh. Aunque tampoco se ha confirmado.